# Hydro B
Hydro B er en dansk dokumentarisk optagelse fra 1917.

## Handling
Denne artikel mangler et handlingsreferat. Hjælp os med at skrive det.